# Capital de la Moda
Una capital de la moda es una ciudad que tiene una gran influencia en las tendencias de la moda internacional y es un centro clave para la industria de la moda, en la que actividades como el diseño, la producción y venta al por menor de productos de moda, eventos de moda (como la semana de la moda y premios); y ferias relacionadas con la moda generan resultados económicos significativos.
Las ciudades consideradas "Big Four" (cuatro grandes) del siglo XXI son: Londres, París, Milán y Nueva York.
Una clasificación anual de las principales capitales de la moda es producido por Global Language Monitor. Nueva York ocupó el primer lugar en 2018 y fue declarada la mejor capital de la moda en la década.
Mientras que París quedó como la segunda capital mundial de la moda en el año 2019. Entre las ciudades que entraron a la clasificación en el año 2019 estuvieron Tel Aviv en el puesto 57 y Teherán en el puesto 58. 
Otras capitales importantes que remarco Global Language Monitor fueron,  Londres, Los Ángeles, Madrid, Berlín, Barcelona y Dubái.

## Clasificación del Global Language Monitor
| Ranking (2020) | Ciudad            | Variación   |
| -------------- | ----------------- | ----------- |
| 1              | Nueva York        | Sin cambios |
| 2              | Londres           | 4           |
| 3              | París             | 2           |
| 4              | Milán             | 5           |
| 5              | Tokio             | 6           |
| 6              | Berlín            | 3           |
| 7              | Los Ángeles       | 11          |
| 7              | Barcelona         | 3           |
| 8              | Dubái             | 3           |
| 9              | Las Vegas         | 1           |
| 10             | Madrid            | 5           |
| 11             | Florencia         | 2           |
| 12             | Melbourne         | 16          |
| 13             | Singapur          | 2           |
| 14             | Mónaco            | 35          |
| 15             | Mumbai            | 12          |
| 16             | Ámsterdam         | 9           |
| 18             | Santiago de Chile | 6           |
| 19             | Bali              | 3           |
| 20             | Hong Kong         | 8           |
| 21             | Praga             | 3           |
| 22             | Shanghái          | 4           |
| 23             | Seúl              | 6           |
| 24             | Bangkok           | 6           |
| 25             | Varsovia          | 6           |
| 26             | Viena             | 1           |
| 27             | Buenos Aires      | 7           |
| 28             | Lisboa            | 16          |
| 29             | Estocolmo         | Sin cambios |
| 30             | Moscú             | 8           |